# Tournoi de clôture du championnat du Guatemala de football 2001
Navigation
Saison précédente Saison suivante
Le Tournoi Clausura 2001 est le quatrième tournoi saisonnier disputé au Guatemala.
C'est cependant la 51e fois que le titre de champion du Guatemala est remis en jeu.
Lors de ce tournoi, le CSD Municipal a tenté de conserver son titre de champion du Guatemala face aux onze meilleurs clubs guatémaltèques.
Chacun des douze clubs participant était confronté deux fois aux onze autres équipes. Puis les huit meilleurs se sont affrontés lors d'une phase finale à la fin du tournoi.
Seulement une place était qualificative pour la Copa Interclubes UNCAF.

## Les 12 clubs participants
| \| Guatemala: Aurora FC CSD Comunicaciones CSD Municipal Universidad SC Deportivo Achuapa Antigua GFC Guatemala Deportivo Carchá Cobán Imperial Guatemala Deportivo Marquense Guatemala Santa Lucía Guatemala Xelaju MC Deportivo Zacapa \| Localisation des clubs. |
| Guatemala: Aurora FC CSD Comunicaciones CSD Municipal Universidad SC Deportivo Achuapa Antigua GFC Guatemala Deportivo Carchá Cobán Imperial Guatemala Deportivo Marquense Guatemala Santa Lucía Guatemala Xelaju MC Deportivo Zacapa                               |

Ce tableau présente les douze équipes qualifiées pour disputer le championnat 2000-2001. On y trouve le nom des clubs, le nom des stades dans lesquels ils évoluent ainsi que la capacité et la localisation de ces derniers.
| Club                   | Stade                         | Capacité          | Ville                     |
| Deportivo Achuapa (en) | Stade Municipal Manuel Ariza  | 1 500             | El Progreso               |
| Antigua GFC            | Stade Pensativo               | 10 000            | Antigua Guatemala         |
| Aurora FC              | Stade de l'Ejército           | 13 300            | Guatemala City            |
| Deportivo Carchá (en)  | Stade Juan Ramon Ponce Guay   | 8 114             | San Pedro Carchá          |
| Cobán Imperial         | Stade Verapaz                 | 15 000            | Cobán                     |
| CSD Comunicaciones     | Stade Mateo Flores            | 30 000            | Guatemala City            |
| Deportivo Marquense    | Stade Marquesa de la Ensenada | 10 000            | San Marcos                |
| CSD Municipal          | Stade Mateo Flores            | 30 000            | Guatemala City            |
| Santa Lucía            | Stade inconnu                 | Capacité inconnue | Santa Lucía Cotzumalguapa |
| Universidad SC         | Stade de la Revolución        | 5 000             | Guatemala City            |
| Xelaju MC              | Stade Mario Camposeco         | 11 000            | Quetzaltenango            |
| Deportivo Zacapa       | Stade David Ordoñez Bardales  | 10 000            | Zacapa                    |

## Compétition
Le tournoi Clausura se déroule de la même façon que les tournois saisonniers précédents, en deux phases :
- La phase de qualification : les vingt-deux journées de championnat.
- La phase finale : les matchs aller-retour allant des quarts de finale à la finale.

### Phase de qualification
Lors de la phase de qualification les douze équipes affrontent à deux reprises les onze autres équipes selon un calendrier tiré aléatoirement.
Les huit meilleures équipes sont qualifiées pour les quarts de finale.
Le classement est établi sur le barème de points classique (victoire à 3 points, match nul à 1, défaite à 0).
Le départage final se fait selon les critères suivants :
- Le nombre de points.
- La différence de buts générale.
- Le nombre de buts marqué.

#### Classement
| Rang | Équipe                   | Pts | J  | G  | N | P  | Bp | Bc | Diff |
| ---- | ------------------------ | --- | -- | -- | - | -- | -- | -- | ---- |
| 1    | CSD Comunicaciones       | 50  | 22 | 15 | 5 | 2  | 53 | 21 | +32  |
| 2    | CSD Municipal T          | 42  | 22 | 12 | 6 | 4  | 43 | 19 | +24  |
| 3    | Cobán Imperial           | 37  | 22 | 11 | 4 | 7  | 53 | 26 | +27  |
| 4    | Deportivo Marquense P    | 36  | 22 | 10 | 6 | 6  | 27 | 32 | -5   |
| 5    | Xelaju MC P              | 33  | 22 | 10 | 3 | 9  | 35 | 30 | +5   |
| 6    | Antigua GFC              | 29  | 22 | 7  | 8 | 7  | 30 | 29 | +1   |
| 7    | Santa Lucía              | 29  | 22 | 8  | 5 | 9  | 31 | 41 | -10  |
| 8    | Deportivo Zacapa         | 26  | 22 | 6  | 8 | 8  | 25 | 33 | -8   |
| 9    | Aurora FC                | 23  | 22 | 6  | 5 | 11 | 27 | 39 | -12  |
| 10   | Universidad SC           | 20  | 22 | 5  | 5 | 12 | 24 | 35 | -11  |
| 11   | Deportivo Achuapa (en) P | 19  | 22 | 4  | 7 | 11 | 22 | 45 | -23  |
| 12   | Deportivo Carchá (en)    | 17  | 22 | 3  | 8 | 11 | 15 | 35 | -20  |

| Légende : Qualifications et relégations | Légende : Qualifications et relégations          |
| --------------------------------------- | ------------------------------------------------ |
|                                         | Qualifié pour les quarts de finale               |
|                                         | T Tenant du titre P Promu de la saison 1999-2000 |

#### Matchs
| Résultats (▼dom., ►ext.)                                   | Ach | Ant | Aur | Car | Cob | Com | Mar | Mun | San | Uni | Xel | Zac |
| Deportivo Achuapa (en)                                     |     | 2-3 | 0-2 | 3-1 | 2-1 | 1-4 | 1-1 | 0-0 | 1-0 | 1-3 | 2-3 | 0-3 |
| Antigua GFC                                                | 1-1 |     | 2-1 | 3-0 | 0-1 | 0-2 | 5-0 | 1-0 | 2-2 | 2-1 | 0-0 | 1-3 |
| Aurora FC                                                  | 2-1 | 0-1 |     | 3-1 | 1-1 | 0-2 | 1-2 | 0-1 | 1-0 | 1-0 | 3-2 | 1-1 |
| Deportivo Carchá (en)                                      | 0-0 | 2-0 | 0-0 |     | 1-1 | 0-0 | 1-2 | 0-1 | 1-1 | 1-0 | 2-1 | 0-0 |
| Cobán Imperial                                             | 8-2 | 4-1 | 3-1 | 2-0 |     | 1-3 | 6-0 | 1-1 | 3-1 | 2-0 | 7-1 | 5-0 |
| CSD Comunicaciones                                         | 4-0 | 2-2 | 6-1 | 1-1 | 4-2 |     | 2-1 | 2-1 | 4-0 | 4-2 | 2-0 | 2-0 |
| Deportivo Marquense                                        | 3-1 | 1-1 | 1-1 | 2-1 | 2-1 | 0-0 |     | 0-0 | 3-1 | 2-1 | 1-0 | 2-1 |
| CSD Municipal                                              | 3-0 | 2-2 | 5-1 | 5-1 | 2-2 | 3-1 | 0-1 |     | 5-1 | 1-0 | 1-0 | 5-1 |
| Santa Lucía                                                | 1-1 | 1-0 | 3-2 | 4-1 | 0-2 | 4-2 | 3-2 | 2-1 |     | 2-0 | 2-0 | 0-0 |
| Universidad SC                                             | 1-1 | 0-0 | 3-2 | 3-0 | 1-0 | 1-3 | 1-1 | 0-2 | 2-2 |     | 0-1 | 3-2 |
| Xelaju MC                                                  | 0-1 | 2-1 | 3-2 | 2-0 | 1-0 | 1-1 | 3-0 | 2-2 | 6-0 | 4-1 |     | 3-1 |
| Deportivo Zacapa                                           | 1-1 | 2-2 | 1-1 | 1-1 | 2-0 | 0-2 | 1-0 | 1-2 | 2-1 | 1-1 | 1-0 |     |
| - Victoire à domicile - Match nul - Victoire à l'extérieur |     |     |     |     |     |     |     |     |     |     |     |     |

### Classement cumulatif
| Rang | Équipe                   | Pts | J  | G  | N  | P  | Bp  | Bc  | Diff |
| ---- | ------------------------ | --- | -- | -- | -- | -- | --- | --- | ---- |
| 1    | CSD Comunicaciones C     | 101 | 44 | 30 | 11 | 3  | 105 | 36  | +69  |
| 2    | CSD Municipal C          | 81  | 44 | 24 | 9  | 11 | 88  | 42  | +46  |
| 3    | Deportivo Marquense P    | 75  | 44 | 22 | 9  | 13 | 62  | 70  | -8   |
| 4    | Xelaju MC P              | 69  | 44 | 19 | 12 | 13 | 61  | 50  | +11  |
| 5    | Antigua GFC              | 65  | 44 | 18 | 11 | 15 | 62  | 56  | +6   |
| 6    | Cobán Imperial           | 64  | 44 | 17 | 13 | 14 | 81  | 51  | +30  |
| 7    | Deportivo Zacapa         | 58  | 44 | 14 | 16 | 14 | 61  | 63  | -2   |
| 8    | Universidad SC           | 46  | 44 | 12 | 10 | 22 | 56  | 68  | -12  |
| 9    | Aurora FC                | 43  | 44 | 10 | 13 | 21 | 51  | 70  | -19  |
| 10   | Deportivo Achuapa (en) P | 41  | 44 | 9  | 14 | 21 | 51  | 90  | -39  |
| 11   | Santa Lucía              | 40  | 44 | 10 | 10 | 24 | 59  | 107 | -48  |
| 12   | Deportivo Carchá (en)    | 39  | 44 | 9  | 12 | 23 | 29  | 63  | -34  |

| Légende : Qualifications et relégations | Légende : Qualifications et relégations                                        |
| --------------------------------------- | ------------------------------------------------------------------------------ |
|                                         | Copa Interclubes UNCAF 2001 (en) (Phase de groupes)                            |
|                                         | Qualifié pour les barrages de promotion/relégation                             |
|                                         | Relégué en Primera División de Guatemala                                       |
|                                         | C Vainqueur d'un des deux tournois de la saison P Promu de la saison 1999-2000 |

### Barrages de promotion/relégation
Les neuvième, dixième et onzième du championnat affrontent respectivement les quatrième, troisième et deuxième de la Primera División de Guatemala. En cas d'égalité sur la somme des deux matchs, une prolongation et une séance de tirs au but ont éventuellement lieu.
| Club                   | Aller | Retour | Club                     | Commentaire |
| Aurora FC              | 1-1   | 3-0    | Deportivo Suchitepéquez  |             |
| Deportivo Achuapa (en) | 0-3   | 2-0    | Deportivo Teculután (en) |             |
| Santa Lucía            | 1-1   | 1-2    | Deportivo Petapa (en)    |             |

### La phase finale
Les huit équipes qualifiées sont réparties dans le tableau final d'après leur classement général.
En cas d'égalité sur la somme des deux matchs, c'est l'équipe ayant marqué le plus de buts à extérieur qui l'emporte puis une prolongation et une séance de tirs au but ont éventuellement lieu.

#### Tableau
|  |                     |               |               |               |                    |     |   |            |            |                    |            |            |   |  |        |        |        |        |        |  |  |
|  | 1/4 de finale       | 1/4 de finale | 1/4 de finale | 1/4 de finale | 1/4 de finale      |     |   | 1/2 finale | 1/2 finale | 1/2 finale         | 1/2 finale | 1/2 finale |   |  | Finale | Finale | Finale | Finale | Finale |  |  |
|  |                     |               |               |               |                    |     |   |            |            |                    |            |            |   |  |        |        |        |        |        |  |  |
|  |                     |               |               |               |                    |     |   |            |            |                    |            |            |   |  |        |        |        |        |        |  |  |
|  | CSD Comunicaciones  | (1)           | 1             | 4             |                    |     |   |            |            |                    |            |            |   |  |        |        |        |        |        |  |  |
|  | CSD Comunicaciones  | (1)           | 1             | 4             |                    |     |   |            |            |                    |            |            |   |  |        |        |        |        |        |  |  |
|  | Deportivo Zacapa    | (8)           | 1             | 0             |                    |     |   |            |            |                    |            |            |   |  |        |        |        |        |        |  |  |
|  | Deportivo Zacapa    | (8)           | 1             | 0             | CSD Comunicaciones | (1) | 2 | 7          |            |                    |            |            |   |  |        |        |        |        |        |  |  |
|  |                     |               |               |               |                    | (1) | 2 | 7          |            |                    |            |            |   |  |        |        |        |        |        |  |  |
|  |                     |               | Santa Lucía   | (7)           | 1                  | 2   |   |            |            |                    |            |            |   |  |        |        |        |        |        |  |  |
|  | CSD Municipal       | (2)           | Santa Lucía   | (7)           | 1                  | 2   |   |            |            |                    |            |            |   |  |        |        |        |        |        |  |  |
|  | CSD Municipal       | (2)           |               |               |                    |     |   |            |            |                    |            |            |   |  |        |        |        |        |        |  |  |
|  | Santa Lucía         | (7)           |               |               |                    |     |   |            |            |                    |            |            |   |  |        |        |        |        |        |  |  |
|  | Santa Lucía         | (7)           |               |               |                    |     |   |            |            | CSD Comunicaciones | (1)        | 4          | 2 |  |        |        |        |        |        |  |  |
|  |                     |               |               |               |                    |     |   |            |            | CSD Comunicaciones | (1)        | 4          | 2 |  |        |        |        |        |        |  |  |
|  |                     | Antigua GFC   | (6)           | 0             | 3                  |     |   |            |            |                    |            |            |   |  |        |        |        |        |        |  |  |
|  | Deportivo Marquense | Antigua GFC   | (6)           | 0             | 3                  | (4) | 0 | 1          |            |                    |            |            |   |  |        |        |        |        |        |  |  |
|  | Deportivo Marquense |               |               |               |                    |     | 0 | 1          |            |                    |            |            |   |  |        |        |        |        |        |  |  |
|  | Xelaju MC           | (5)           | 2             | 1             |                    |     |   |            |            |                    |            |            |   |  |        |        |        |        |        |  |  |
|  | Xelaju MC           | (5)           | 2             | 1             | Xelaju MC          | (5) | 0 | 1          |            |                    |            |            |   |  |        |        |        |        |        |  |  |
|  |                     |               |               |               |                    | (5) | 0 | 1          |            |                    |            |            |   |  |        |        |        |        |        |  |  |
|  |                     |               | Antigua GFC   | (6)           | 0                  | 2   |   |            |            |                    |            |            |   |  |        |        |        |        |        |  |  |
|  | Cobán Imperial      | (3)           | Antigua GFC   | (6)           | 0                  | 2   | 2 | 0          |            |                    |            |            |   |  |        |        |        |        |        |  |  |
|  | Cobán Imperial      | (3)           |               |               |                    |     | 2 | 0          |            |                    |            |            |   |  |        |        |        |        |        |  |  |
|  | Antigua GFC         | (6)           | 2             | 2             |                    |     |   |            |            |                    |            |            |   |  |        |        |        |        |        |  |  |
|  | Antigua GFC         | (6)           | 2             | 2             |                    |     |   |            |            |                    |            |            |   |  |        |        |        |        |        |  |  |

#### Quarts de finale
| Club                | Aller | Retour | Club             | Commentaire |
| CSD Comunicaciones  | 1-1   | 4-0    | Deportivo Zacapa |             |
| CSD Municipal       | 1-1   | 2-2    | Santa Lucía      |             |
| Deportivo Marquense | 0-2   | 1-1    | Xelaju MC        |             |
| Cobán Imperial      | 2-2   | 0-2    | Antigua GFC      |             |

#### Demi-finales
| Club               | Aller | Retour | Club        | Commentaire |
| CSD Comunicaciones | 2-1   | 7-2    | Santa Lucía |             |
| Xelaju MC          | 0-0   | 1-2    | Antigua GFC |             |

#### Finale
| Match aller | Antigua GFC | 0:4   | CSD Comunicaciones                                                            | Stade Pensativo |  |
| 16 mai 2001 |             | (0:2) | 23e Martín Machón · 45e Rigoberto Gómez · 68e Freddy García · 81e Luis Torres |                 |  |

| Match retour | CSD Comunicaciones                 | 2:3   | Antigua GFC                                                     | Stade Mateo Flores |  |
| 19 mai 2001  | 33e Fredy García · 53e Julio Rodas | (0:1) | 8e Anderson Negreti · 35e Miguel Fuentes · 51e Anderson Negreti |                    |  |

## Bilan du tournoi
| Tournoi de clôture du championnat de football du Guatemala 2001 |                          |
| Champion                                                        | CSD Comunicaciones       |
| Dauphin                                                         | Antigua GFC              |
| Qualifications continentales                                    |                          |
| Copa Interclubes UNCAF 2001 (en) (Phase de groupes)             | CSD Comunicaciones       |
| Promotions et relégations                                       |                          |
| Promus en Liga Nacional de Guatemala                            | CD Jalapa                |
| Promus en Liga Nacional de Guatemala                            | Deportivo Petapa (en)    |
| Promus en Liga Nacional de Guatemala                            | Deportivo Teculután (en) |
| Relégués en Primera División de Guatemala                       | Deportivo Carchá (en)    |
| Relégués en Primera División de Guatemala                       | Deportivo Achuapa (en)   |
| Relégués en Primera División de Guatemala                       | Santa Lucía              |